# Burgstraße 13 (Runkel)

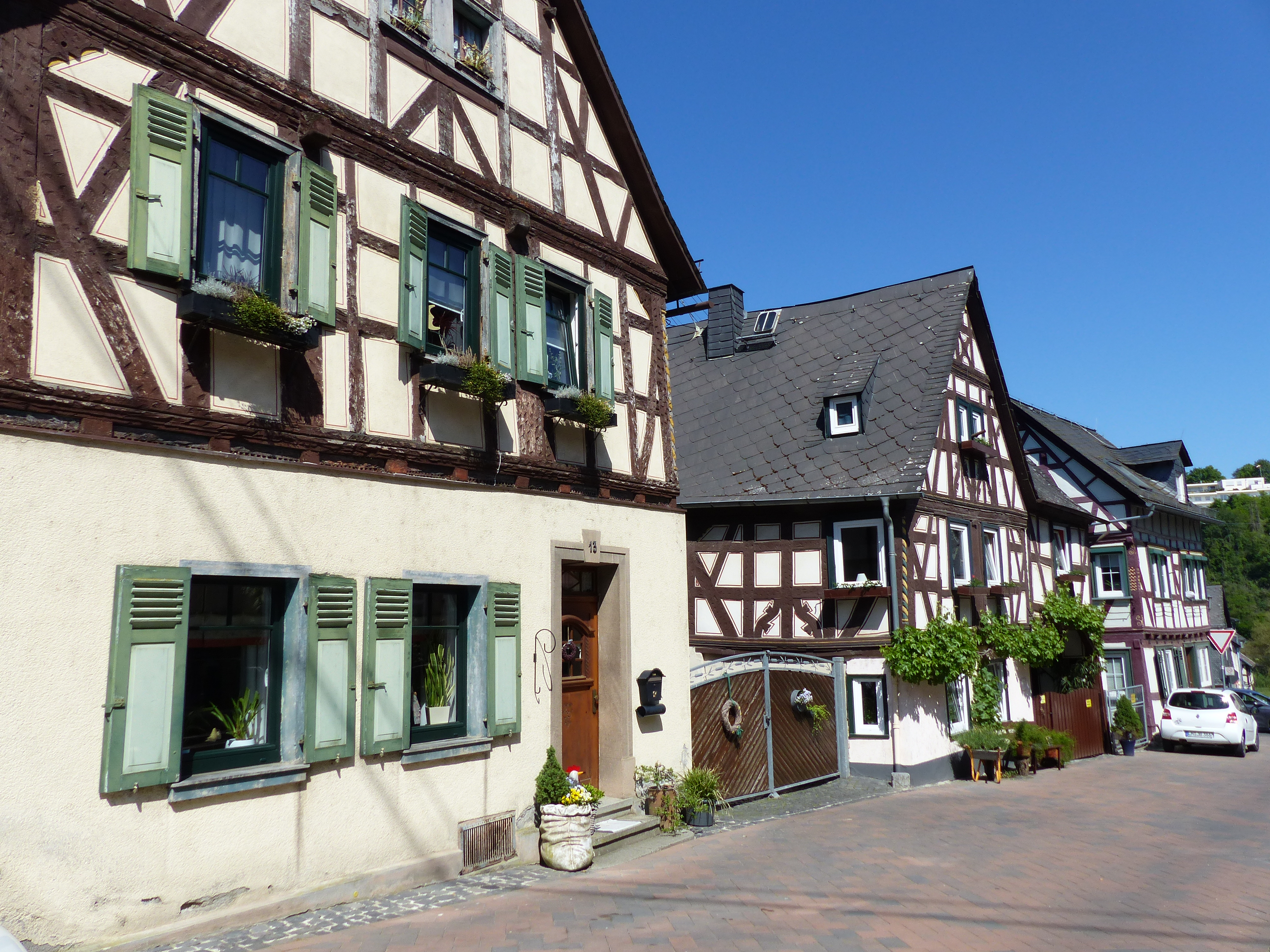
Fachwerkhaus Burgstraße 13 in Runkel (links)

Das Gebäude Burgstraße 13 in Runkel, einer Gemeinde im mittelhessischen Landkreis Limburg-Weilburg, wurde in der ersten Hälfte des 18. Jahrhunderts errichtet. Das zweigeschossige Fachwerkhaus ist ein geschütztes Kulturdenkmal. 
Das giebelständige Hofreitenhaus hat ein nur wenig verändertes Fachwerkgefüge. Es ist schlicht und mit wenigen Zierformen versehen. Die Ecksäulchen sind in unterschiedlichen Formen geschnitzt. Am Obergeschoss brachte der Umbau der Fenster Vereinfachungen. 
Die Schaufassade war möglicherweise die heute verputzte Traufseite zum Hof.